# 岡山県道159号久米中央線
岡山県道159号久米中央線（おかやまけんどう159ごう くめちゅうおうせん）は、岡山県津山市から久米郡美咲町に至る一般県道である。

## 概要
岡山県津山市南方中（みなみがたなか）から久米郡美咲町打穴中（うたのなか）に至る。

### 路線データ
- 起点：津山市南方中（国道181号交点、岡山県道340号河本久米線終点）
- 終点：久米郡美咲町打穴中（打穴中交差点、国道53号交点）

## 路線状況

### 重複区間
- 国道429号（津山市桑下 - 津山市戸脇）
- 岡山県道70号久米建部線（久米郡美咲町打穴下（うたのしも） - 久米郡美咲町打穴中（うたのなか））

## 地理

### 通過する自治体
- 岡山県
  - 津山市 - 久米郡美咲町

### 交差する道路
| 交差する道路                        | 市町村名 | 市町村名 | 交差する場所             | 交差する場所        |
| ----------------------------------- | -------- | -------- | ------------------------ | ------------------- |
| 国道181号 岡山県道340号河本久米線   | 津山市   | 津山市   | 南方中（みなみがたなか） | 起点                |
| 国道429号 重複区間起点              | 津山市   | 津山市   | 桑下                     |                     |
| 国道429号 重複区間終点              | 津山市   | 津山市   | 戸脇                     |                     |
| 岡山県道70号久米建部線 重複区間起点 | 久米郡   | 美咲町   | 打穴下（うたのしも）     |                     |
| 岡山県道70号久米建部線 重複区間終点 | 久米郡   | 美咲町   | 打穴中（うたのなか）     |                     |
| 国道53号                            | 久米郡   | 美咲町   | 打穴中                   | 打穴中交差点 / 終点 |

### 沿線
- 津山市役所 久米支所（起点付近）
- 津山市立久米中学校